# Лилло, Джордж
Джордж Ли́лло (англ. George Lillo; 4 февраля 1693, Лондон — 3 сентября 1739, Лондон) — английский драматург, сын голландского ювелира, сам долго работал ювелиром. Его произведения оказали большое влияние на литературу в Великобритании и во Франции. Ценителями таланта Лилло были Дени Дидро, Жан Жак Руссо, Эдвард Мур.
Родился в семье лондонского ювелира, образование получил соответственно профессии, успешно продолжал ювелирное дело и оставил наследникам приличное состояние. Писателем по профессии не был.
Лилло хотел создать новый театральный жанр — «домашнюю трагедию». Вместо привычных для того времени классических и библейских сюжетов Лилло использовал сцены из обычной будничной жизни с обычными персонажами, которых можно встретить на улице. Это была революция в театральном искусстве. «Домашняя трагедия», которую мы бы сейчас назвали мелодрамой, будет доминировать в английском театре на протяжении почти всего XIX века. В то же время Лилло тщательно следил, чтобы его пьесы были правильны с точек зрения нравственности и Христианства.
В кратких теоретических положениях, изложенных в предисловии к «Лондонскому купцу», Л. говорит: «Если бы только аристократы подвержены были несчастьям, зависящим от слабостей человеческой природы и пороков, то роль трагического искусства можно было бы ограничить только средой знатных людей; но для всех очевидно, что верно скорее обратное: несчастьям подвержены в большей степени люди среднего сословия».
Главную опасность для своего класса Л. видел в подражании аристократии. Все несчастья исходили оттуда: роскошь, кутежи, карточная игра, пьянство. Опасность такого подражания Л. прекрасно сознавал и против него боролся. Его драмы агитационны в полном смысле этого слова, социальная их роль — защита и укрепление классовых позиций буржуазии. Лондонский купец пошёл по дорожке аристократии, быстро истратил свои средства; это заставило его совершить преступление, в результате он убил дядю, чтобы скорее получить наследство. Драма кончается казнью купца и его сообщницы. Сюжет крайне прост, но обработка его далека от агитки или моральной проповеди. Большой мастер сцены, Л. строил свои драмы, учитывая все детали и особенности постановки. Драмы Лило представляют антитезу классической трагедии не только тематически, но и с формальной стороны. Нарушены «три единства», введено много «житейской мелочи», и стихотворная форма, хотя и не везде, заменена прозой. Короли и герои — необыкновенные люди, говорящие возвышенным языком, творящие необыкновенные подвиги, — уступили место рядовому буржуа с его будничными заботами и тревогами. Буржуа становился во главе общества, вытесняя аристократию из всех областей, начиная с производства и кончая такими надстройками, как искусство.
Самые известные произведения Лилло включают:

приведены оригинальные названия
- «The London Merchant, or the History of George Barnwell» (1731)
- «The Christian Hero» (1735)
- «Fatal Curiosity» (1736)
- «Elmerick, or Justice Triumphant» (1740, издано посмертно)